# Clynotis knoxi
Clynotis knoxi là một loài nhện trong họ Salticidae.
Loài này thuộc chi Clynotis. Clynotis knoxi được Raymond Robert Forster miêu tả năm 1964.